# Ideell Rebell
Ideell Rebell är en svensk indierockgrupp som startade som ett källarrockband, med rötterna i Svenska kyrkan i Göteborg 1985.

## Historik
Ideell Rebell turnerade runt om i Sverige och Finland 1986-1996 och genomförde totalt ca 120 spelningar. Musiken stod ofta i bakgrunden under deras framträdanden. 1993 uppträdde man bland annat på Tre Backars källare, och hade vid denna tidpunkt spelat ihop 50 000 kronor som oavkortat sänts till vatten- och markvårdsprojekt i Etiopien genom Lutherhjälpen. Uppror och humor blev deras kännetecken. 
I samarbete med biståndsorganisationen Lutherhjälpen genomfördes en turné till Etiopien 1995 som kröntes med en konsert i National Theatre i Addis Abeba.
2006 återförenades Ideell Rebell i samband med sitt 20-årsjubileum och genomförde en kort turné med spelningar i Göteborg och Stockholm. I samband med turnén släpptes ett samlingsbox Ideell Rebell - Om vi kunde spela så skulle det låta så här" innehållande en CD med de bästa låtarna från sina utgivna skivor och en DVD med diverse filmklipp och hela filmen Ideell Rebell reser till Afrika - med tre ackord för en rättvisare värld. Under bandets år på vägarna och skivförsäljning samlades cirka en kvarts miljon kronor in till Lutherhjälpen, som distribuerades av bandets ideella förening Föreningen Rebellen. 

## Föreningen Rebellen
Föreningen Rebellen var det högsta styrande organet för bandet Ideell Rebell och förvaltade bandets ekonomi. Via Föreningen Rebellen skänktes Ideell Rebells totala överskott till vatten- och markvårdsprojekt i Etiopien genom Lutherhjälpen.
Föreningen Rebellens syftesparagraf löd:
"Föreningen Rebellen grundar sig på rockgruppen Ideell Rebell. Rebellen vill genom sina medlemmar, på biblisk grund och med Jesus som revolutionärt exempel, verka för en total utjämning av världens resurser och ett fullständigt utraderande av all orättvisa och allt förtryck. 
Rebeller orkar tro på Gud, solidaritet, en morgondag, en värld att leva i och på utopiernas förverkligande.
Detta gör Rebellen bl a genom att låta överskottet av föreningens tillgångar tillfalla Lutherhjälpens verksamhet. Dessutom vill Rebellen verka för att sprida den kompromisslösa källarrocken."
Föreningen avvecklades 2007.

## Medlemmar
- Berra Barrikad (Valle Erling, sång, gitarr)
- Per Proletär (Henrik Zetterquist, bas, sång)
- Lars Garage (David Ekh, gitarr, sång)
- Karl Radikal (Kristofer Runow, sång, gitarr, keybord, dammsugare)
- Lännart (Erik Roos, trummor, sång)
- Frank (Per-Ivar Östmann, gitarr, sång)

## Diskografi
- 1991 - Ideell Rebell - Klart grabben skall ha en husvagn (vinylsingel)
- 1992 - Ideell Rebell - Det började med blockflöjt (CD)
- 1993 - Det snackades mindre skit på Hjalmar Brantings tid (maxisingel)
- 1995 - Ideell Rebell reser till Afrika - med tre ackord för en rättvisare värld (CD)
- 2006 - Ideell Rebell - Om vi kunde spela så skulle det låta så här (CD/DVD)

## Urval av Ideell rebells låtar
- Klart grabben skall ha en husvagn,
- Frikyrkopopen är död,
- Kast med liten boll,
- Olja på jeansen,
- Rasta inte hunden,
- Staten och Svenska kyrkan (sitter i samma hus),
- Skäll på Shell,
- Blueskaravan,
- Lyd inte,
- Köksbordvals,
- Det snackade mindre skit på Hjalmar Brantings tid